# Messlatte
Die hölzerne 3 m oder 5 m lange Messlatte (nicht zu verwechseln mit dem Fluchtstab, der Nivellierlatte oder der Basislatte) wurde in der Vermessungstechnik zur Längenmessung im Feld verwendet. Mit dem Aufkommen von genauen Maßbändern und elektronischen  Entfernungsmessgeräten verlor sie an Bedeutung.
Die Messlatten werden aus astfreiem Kiefernholz gefertigt, das sehr wetterbeständig ist. Sie sind in der Mitte etwa 5 cm breit und 3 cm dick; zu den Enden hin verjüngen sie sich. Die beiden Enden werden durch meißelförmige Stahlschuhe geschützt. Die beiden Schuhe sind rechtwinklig zueinander versetzt. Da bei der Messung immer ein Lattenpaar verwendet wird, um größere Strecken durch Aneinanderlegen der Latten zu messen, können die Latten an den kreuzweise stehenden Schuhen exakt aneinander gestoßen werden.
Die Latten sind in Meterabschnitten wechselweise weiß-rot oder weiß-schwarz lackiert. Zur Längenteilung sind jeden Meter große Nägel und dazwischen jeden Dezimeter kleine Nägel eingeschlagen. Die Zentimeter werden geschätzt.
Holz wird wegen seiner geringen temperaturbedingten Längenänderung als Werkstoff für die Latten bevorzugt. Da aber die feuchteabhängige Längenänderung merklich ist, müssen die Latten durch Lackierung gut vor Nässe geschützt sein.
In hängigem Gelände müssen Strecken mit horizontaler Latte in Stufen gemessen werden. Das talseitige Ende der Latte wird mit dem Senkblei auf dem Boden abgelotet. An diesem Fußpunkt wird dann die zweite Latte angesetzt.
Alternativ legt man in der Mitte der mit Gefälle liegenden Latte einen „Neigungsmesser“ an, der derart auf die Lattenlänge (3 m/5 m) geeicht ist, dass er direkt die Länge in mm angibt, um welche die Latte für die waagrechte Längenmessung verkürzt gerechnet werden muss („Korrekturwert“).